# Elisabeth von Thadden

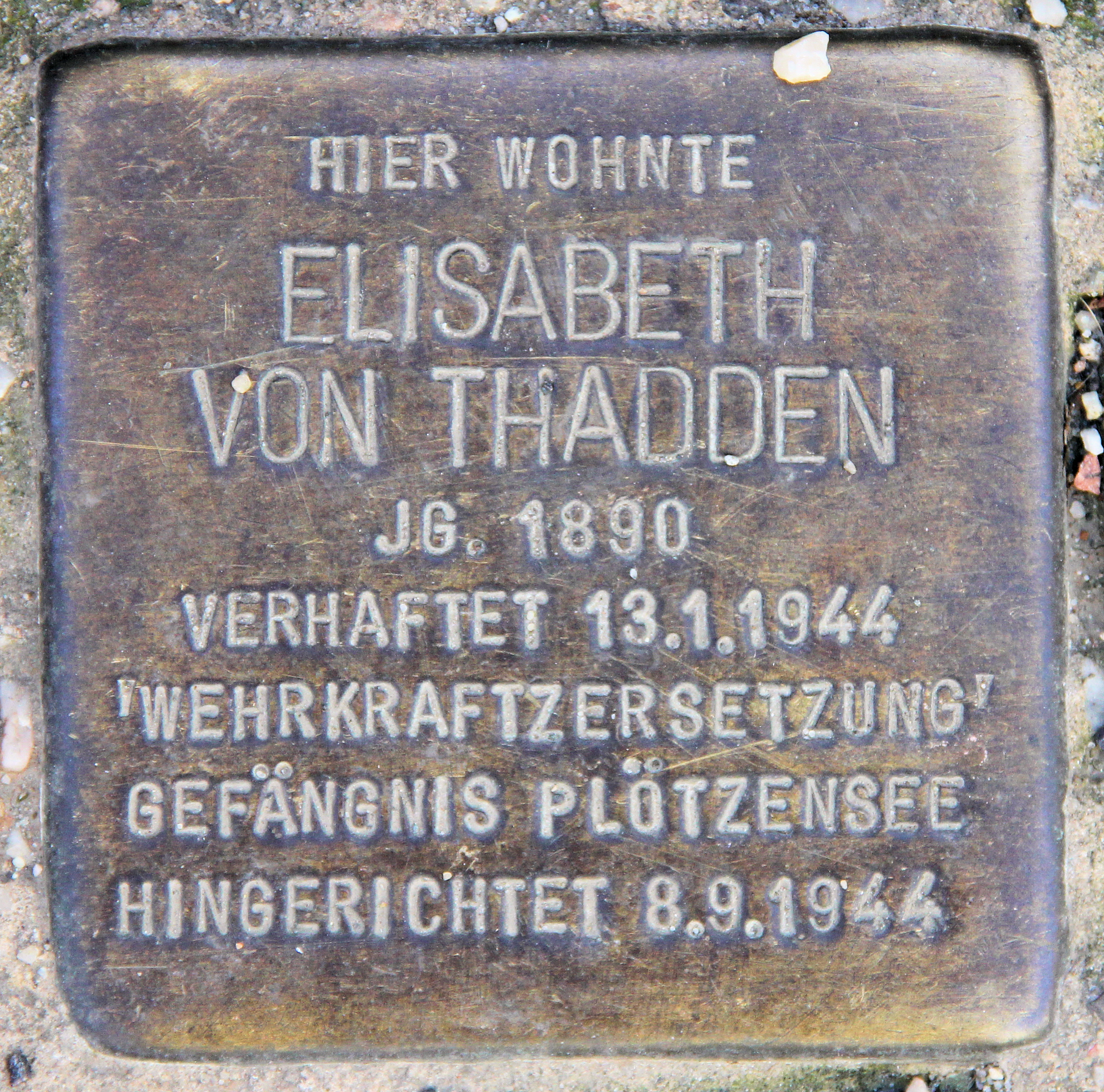

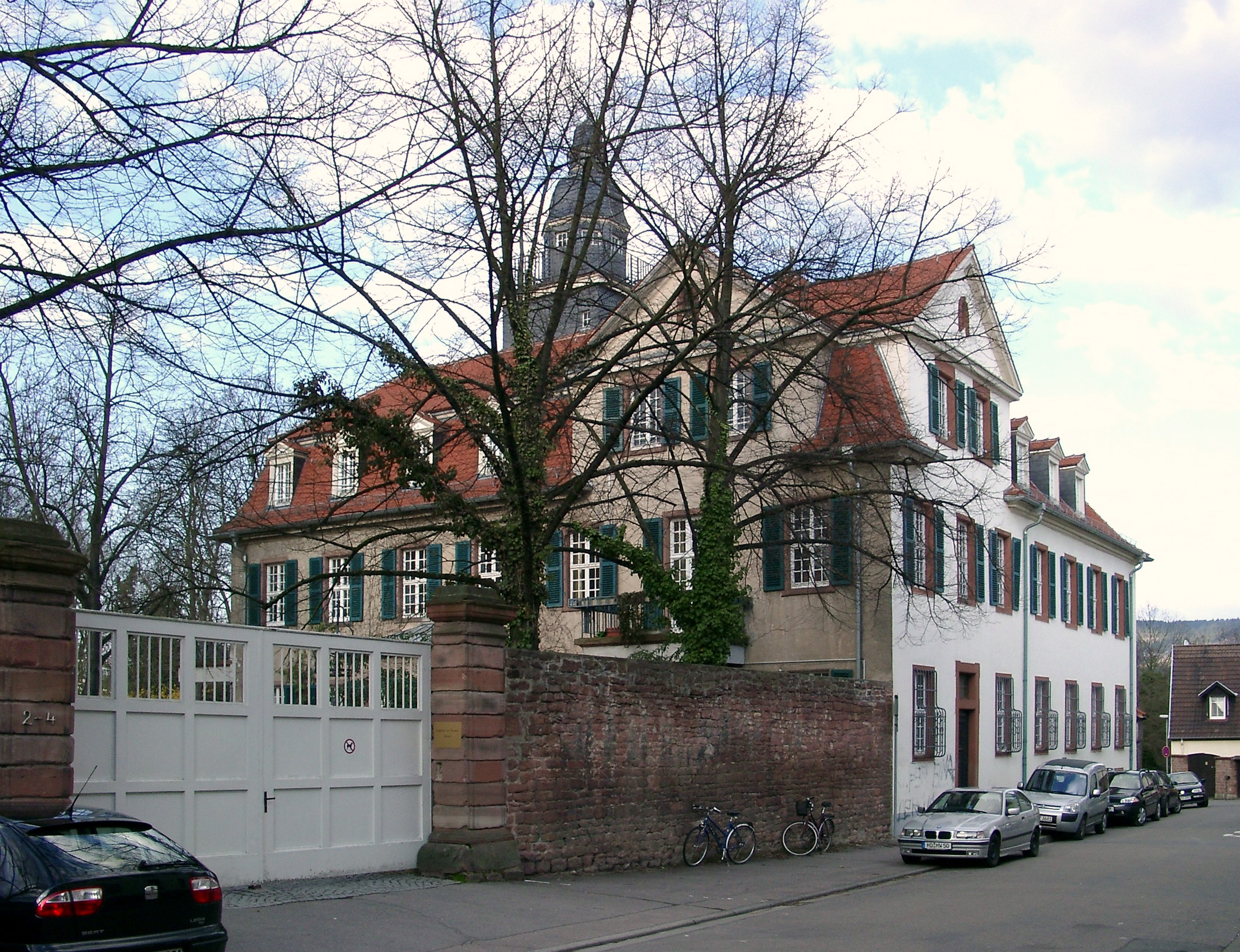
Elisabeth-von-Thadden-Schule.

Elisabeth Adelheid Hildegard von Thadden (Morąg o Mohrungen, Prusia; 29 de julio de 1890 - Berlín, 8 de septiembre de 1944) fue un miembro de la nobleza alemana fundadora de una escuela y pedagoga; feroz opositora al régimen nazi, fue ejecutada por supuestas conexiones con el complot del 20 de julio de 1944.

## Biografía
Elisabeth von Thadden era hija de Adolf von Thadden-Trieglaff (1858-1932) y Ehrengard von Gerlach (1868-1909), la mayor de cinco en 1905 se mudaron a Pomerania, creciendo como protestante y cristiana.
Su hermano fue el importante teólogo Reinold von Thadden (1891-1976), su sobrino el conocido historiador Rudolf von Thadden (* 1932) y su hermano el político Adolf von Thadden (1921-1996).
A la muerte de su madre se hizo cargo de la familia desde 1909, organizando además las conferencias Trieglaffer Konferenzen que atrajeron un importante grupo de pensadores.
Su padre se volvió a casar en 1920 —con Barbara Blank (1895-1972)— y ella asistió en Berlín a la Soziale Frauenschule, donde se formó en educación progresista y posteriormente adquirió experiencia bajo educadores como Hermann Lietz y Kurt Hahn. 
Estaba viviendo en el castillo Schloss Wieblingen de Heidelberg cuando, en 1926, formó la Evangelisches Landerziehungsheim für Mädchen, una escuela para niñas cristianas. 
Durante el nazismo fue ardiente opositora: en 1940 tuvo problemas con la Gestapo cuando la escuela fue denunciada por actividades opositores evacuándola a Tutzing en Baviera y posteriormente clausurada.
Von Thadden regresó a Berlín, uniéndose a la Cruz Roja, contactando con opositores como Helmut Gollwitzer, Martin Niemöller y Elly Heuss-Knapp y formando parte del Círculo de Solf. En una de esas reuniones donde fue anfitriona, el 10 de septiembre de 1943, entró al círculo el doctor Paul Reckzeh, un informante de la Gestapo que los delató.
Arrestada el 12 de enero de 1944 en Meaux, Francia, fue interrogada durante meses en el campo de concentración de Ravensbrück. 
Después del complot del 20 de julio fue llevada ante el juez Roland Freisler, sentenciada a la guillotina y ejecutada en Plötzensee, Berlín, en septiembre de 1944.
Una calle lleva su nombre así como la escuela que fundó y otras en Leverkusen, Karlsruhe, Kiel, Leverkusen, Fulda, Mannheim y Wesel.
El compositor Christopher Fox escribió una ópera sobre su proceso y ejecución